# Noruega nos Jogos Olímpicos de Verão de 1900
A Noruega participou dos Jogos Olímpicos de Verão de 1900 em Paris, na França. O país fez sua estreia nos Jogos em Paris,  conquistando 5 medalhas.
Os historiadores olímpicos tendem a separar os resultados dos atletas noruegueses dos concorrentes suecos, apesar da União entre a Suécia e a Noruega existir em 1900.